# Rue des Lavandières-Sainte-Opportune
Rue des Lavandières-Sainte-Opportune är en gata i Quartier Saint-Germain-l'Auxerrois och Quartier des Halles i Paris första arrondissement. Sainte-Opportune syftar på den heliga Opportuna (död 770), medan lavandières avser de tvätterskor, vilka utövade sitt arbete i området. Rue des Lavandières-Sainte-Opportune börjar vid Avenue Victoria 24 och Rue Saint-Germain-l'Auxerrois 2 och slutar vid Rue des Halles 7.

## Bilder
| - Gatuskylt. - Staty föreställande den heliga Opportuna. |

## Omgivningar
- Saint-Germain-l'Auxerrois
- Saint-Eustache
- Saint-Leu-Saint-Gilles
- Saint-Merri
- Fontaine des Innocents
- Place Joachim-du-Bellay
- Hallarna
- Rue des Innocents
- Rue de la Ferronnerie
- Place Marguerite-de-Navarre
- Rue du Plat-d'Étain
- Rue des Halles
- Rue des Déchargeurs

## Kommunikationer
- Tunnelbana – linjerna      – Châtelet
- Tunnelbana – linje  – Les Halles
- Busshållplats Châtelet – Paris bussnät, linje 74

### Webbkällor
- ”Rue des Lavandières-Sainte-Opportune”. Mairie de Paris. https://web.archive.org/web/20190905051506/http://www.v2asp.paris.fr/commun/v2asp/v2/nomenclature_voies/Voieactu/5338.nom.htm. Läst 28 februari 2023.
- ”Rue des Lavandières-Sainte-Opportune”. Les rues de Paris. https://web.archive.org/web/20200110124303/http://www.parisrues.com/rues01/paris-01-rue-des-lavandieres-sainte-opportune.html. Läst 28 februari 2023.